# Atarsos grindeliae
Atarsos grindeliae är en insektsart som beskrevs av David D. Gillette 1911. Atarsos grindeliae ingår i släktet Atarsos och familjen långrörsbladlöss. Inga underarter finns listade i Catalogue of Life.